# تری تچل
تری تچل (انگلیسی: Terri Tatchell؛ زادهٔ ۱ ژانویهٔ ۱۹۷۸) فیلم‌نامه‌نویس اهل کانادا است. وی از سال ۲۰۰۶ میلادی تاکنون مشغول فعالیت بوده‌است. وی در هشتاد و دومین دوره جوایز اسکار نامزد دریافت جایزه اسکار بهترین فیلم‌نامه اقتباسی شد.
از فیلم‌ها یا مجموعه‌های تلویزیونی که وی در آن‌ها نقش داشته است، می‌توان به منطقه ۹ و چپی اشاره نمود.